# Кайынды (приток Чилика)
Кайынды́ или Каинды (каз. Қайыңды) — река в Казахстане, течёт по территории Кегенского района на юго-востоке Алматинской области. Правый приток среднего течения Чилика.
Река получила название от берёз, растущих в её долине.
Длина реки составляет 22 км. Площадь водосборного бассейна — 99 км².
Кайынды начинается северо-восточнее перевала Саты на хребте Кунгей-Алатау. Течёт в основном на север. В среднем течении пересекает одноимённое озеро. Впадает в Чилик по правому берегу в 120 км от его устья, напротив хребта Жолдысай около восточной окраины села Саты.
В нижнем течении принимает справа приток Жаманбулак, длиной 7,4 км.